# Aeroporto di Sant'Elena

L'isola di Sant'Elena

L'aeroporto di Sant'Elena è un aeroporto situato nel territorio britannico d'oltremare di Sant'Elena, una remota isola nell'oceano Atlantico meridionale situata a più di 2 000 chilometri dal più vicino territorio continentale.
Nel 2017 è avvenuta la definitiva inaugurazione dello scalo.
Al 2019, il traffico dell'aeroporto era costituito da un volo settimanale, ogni sabato, da e per Johannesburg (con scalo in Namibia), da un volo mensile (il secondo sabato di ogni mese) per Ascensione e da voli stagionali per Città del Capo, tutti operati dalla compagnia Airlink.

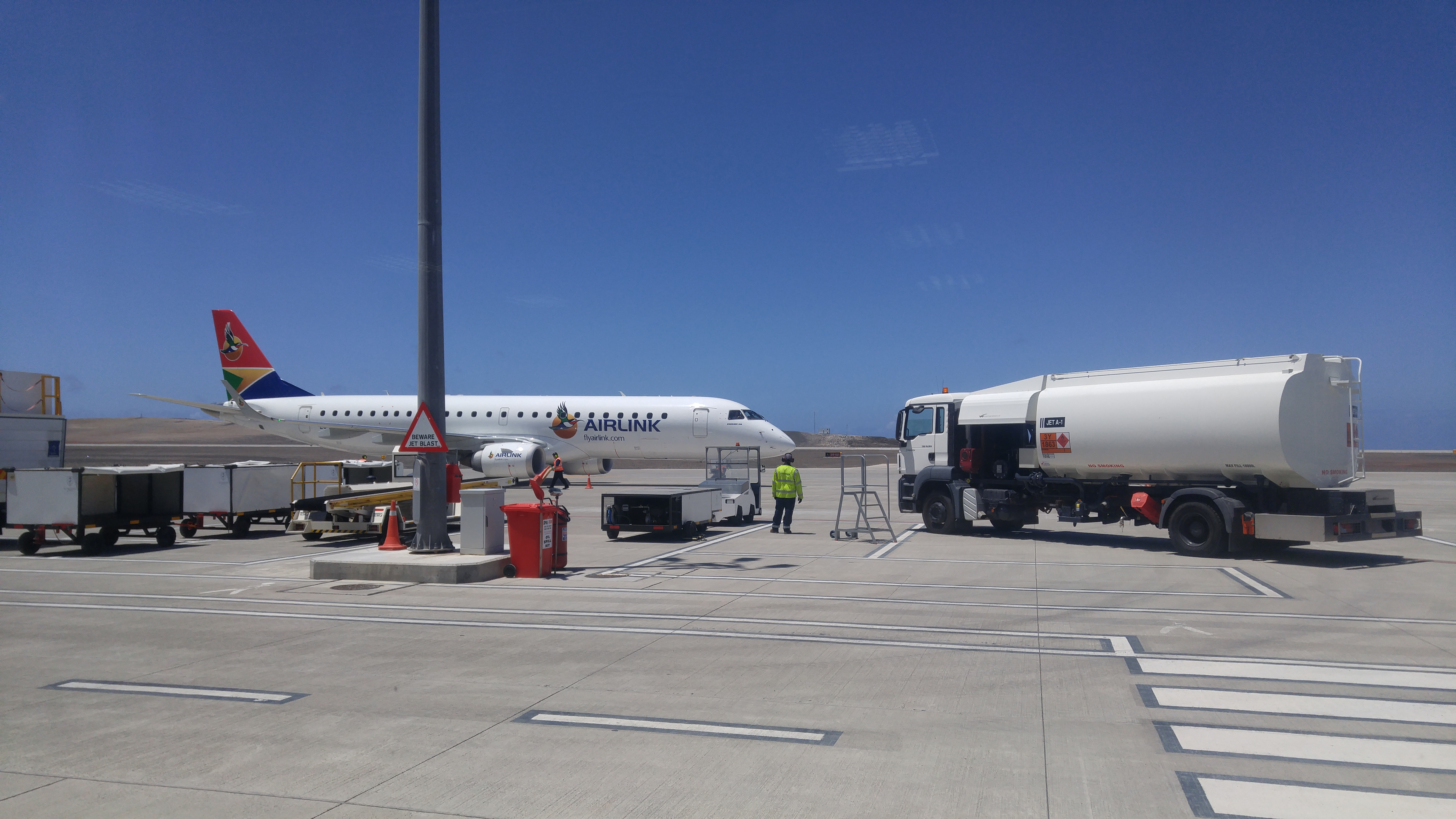
Un Embraer E 190 della Airlink in fase di rifornimento presso l'aeroporto

## Storia
Le prime ipotesi sulla costruzione di un aeroporto a Sant'Elena furono fatte in piena Seconda guerra mondiale, nel 1943 dall'Aeronautica militare sudafricana che giudicò tecnicamente possibile la costruzione di un aeroporto sulla piana di Prosperous Bay, sulla costa orientale dell'isola.
Tale progetto rimase irrealizzato fino al 1999, quando fu fatto suo dal governo dell'isola. 
In un primo tempo era previsto che i lavori incominciassero nel 2005 e si concludessero nel 2010 ma la crisi economica del 2008 ritardò l'inizio dell'opera; i lavori sono quindi iniziati nel 2012, e conclusi nel 2016.

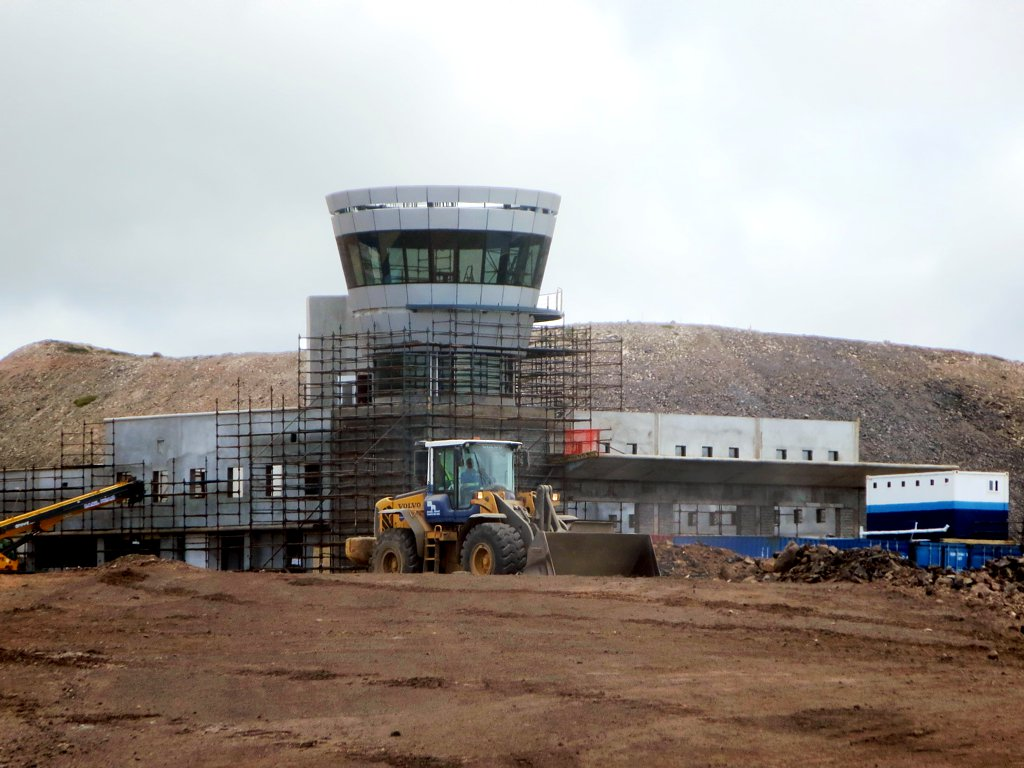
L'aeroporto in costruzione nel 2014

Il primo atterraggio di un velivolo a Sant'Elena è avvenuto il 15 settembre 2015. Il velivolo era quello già utilizzato per la calibrazione dei sistemi di radionavigazione della pista nel periodo precedente all'apertura dell'aeroporto. I piloti hanno riportato della turbolenza durante l'avvicinamento finale.
I lavori di costruzione dell'aeroporto sono terminati nel 2016, ma l'inaugurazione, fissata per il 21 maggio dello stesso anno (giorno in cui, nel 1502, l'isola venne scoperta dai portoghesi e in cui si festeggia sant'Elena di Costantinopoli), venne posticipata a causa del wind shear, un fenomeno atmosferico che consiste in una variazione improvvisa del vento in intensità e direzione.
Nel corso del primo anno dalla fine dei lavori, l'aeroporto ha comunque accolto 38 voli occasionali, per un totale di oltre 300 passeggeri.
La definitiva entrata in funzione dell'aeroporto è avvenuta il 14 ottobre 2017, con l'arrivo del primo volo commerciale di linea; il 18 novembre 2017 è iniziato un servizio aereo mensile verso Ascensione.
Da dicembre 2018 fino ad aprile 2019 è stato attivo un ulteriore volo infrasettimanale, al martedì; un analogo aumento dei voli verso Città del Capo ha luogo per la stagione estiva 2019-2020 (da dicembre al 25 febbraio), al fine di favorire l'afflusso di turisti.
Nell'aprile 2020 l'accesso all'aeroporto viene temporaneamente sospeso, e gli stessi arrivi sull'isola vengono limitati, a causa della pandemia di Covid-19.
Il 26 gennaio 2024 si è svolta la cerimonia di inaugurazione ufficiale, alla presenza di Edoardo, duca di Edimburgo.

## Statistiche
Questo grafico non è disponibile a causa di un problema tecnico.
Si prega di non rimuoverlo.
Vedi la query Wikidata di origine.